# Chalcophora
Genre
Chalcophora est un genre de coléoptères de la famille des buprestidés.

## Liste d'espèces
Selon Fauna Europaea (28 août 2014) :
- Chalcophora detrita (Klug, 1829)
- Chalcophora intermedia Rey, 1890

- Chalcophora mariana (Linnaeus, 1758), est une espèce nordique, de couleur noire, de 3 cm de long. Cette espèce de bupreste est friande de troncs de pins brûlés. Le milieu naturel de ce coléoptère est constitué de sous-bois aérés et ouverts, composés de troncs d'arbres morts. Idéalement, il s'agit d'espaces forestiers précédemment détruits lors d'incendies.

Selon Catalogue of Life (28 août 2014) :
- Chalcophora angulicollis
- Chalcophora fortis
- Chalcophora georgiana
- Chalcophora liberta
- Chalcophora virginiensis

Selon ITIS (28 août 2014) :
- Chalcophora angulicollis (LeConte, 1857)
- Chalcophora fortis LeConte, 1860
- Chalcophora georgiana (LeConte, 1857)
- Chalcophora liberta (Germar, 1824)
- Chalcophora virginiensis (Drury, 1770)

### Espèces fossiles
Selon Fossilworks ou Paleobiology Database, il y a quatre espèces fossiles :
- †Chalcophora espanoli Fernández de Villalta 1962
- †Chalcophora laevigata Heer 1862
- †Chalcophora oligocenica Théobald 1937
- †Chalcophora pulchella Heer 1862

## Galerie

Quelques espèces vivantes du genre Chalcophora.
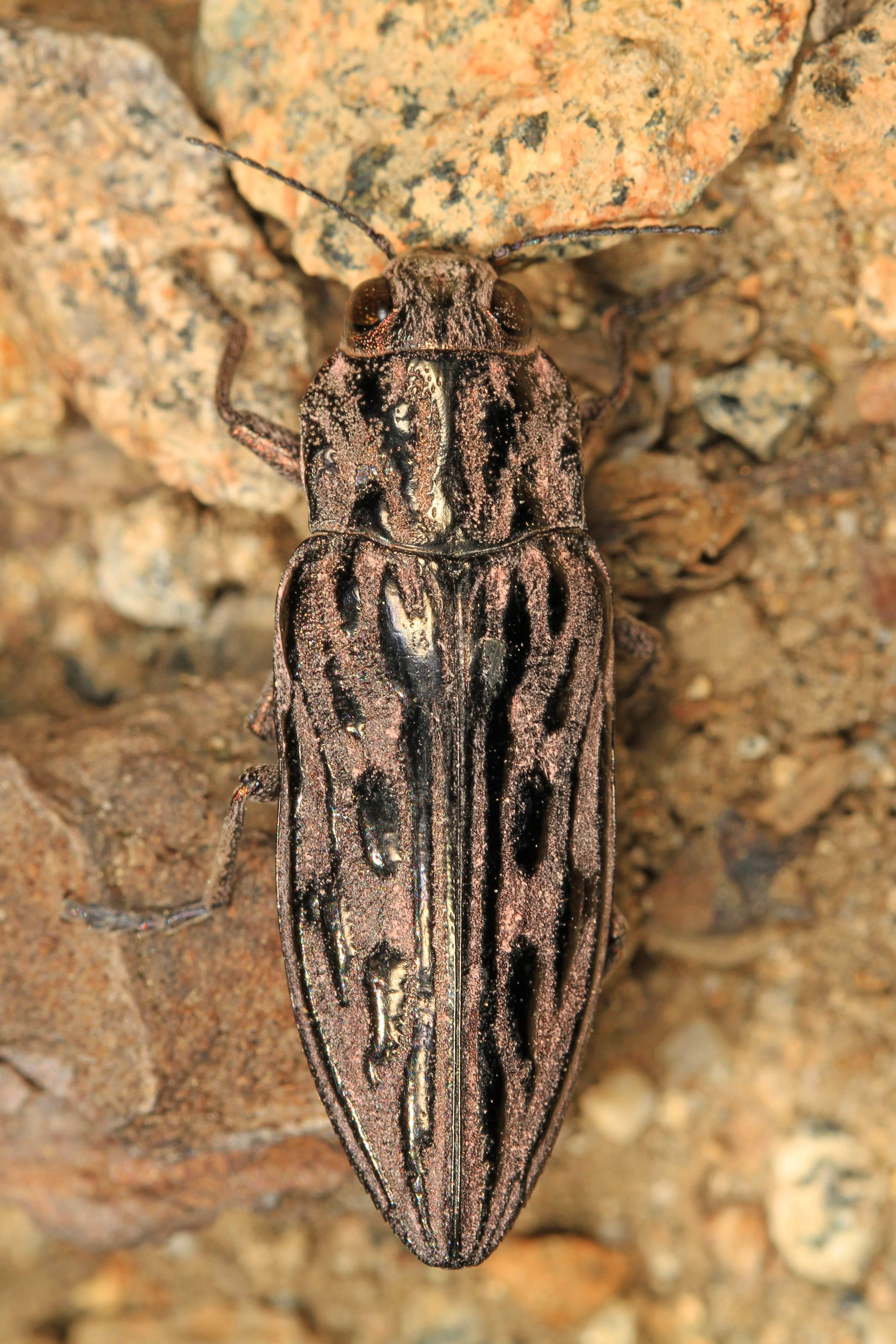
Chalcophora angulicollis.
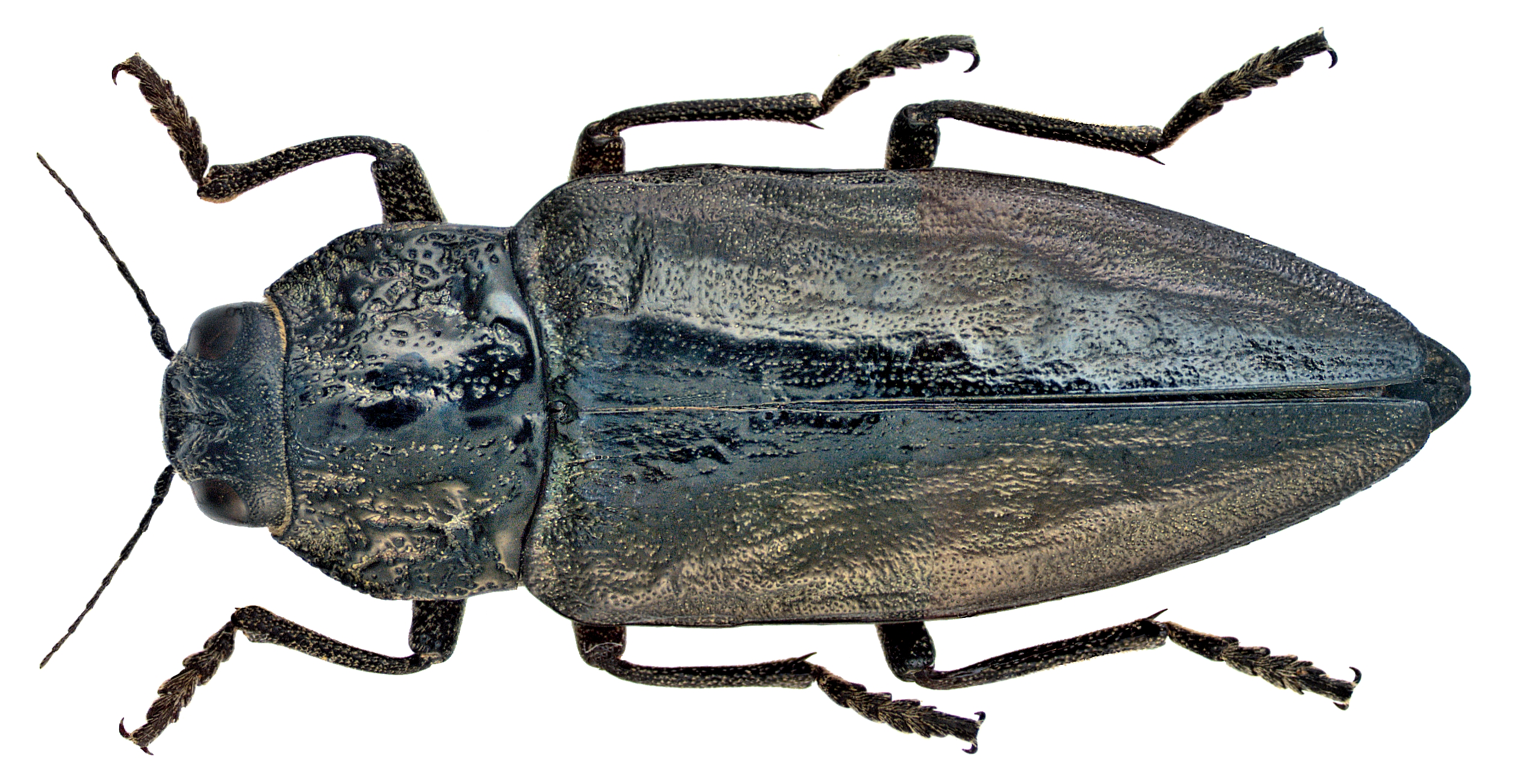
Chalcophora detrita.
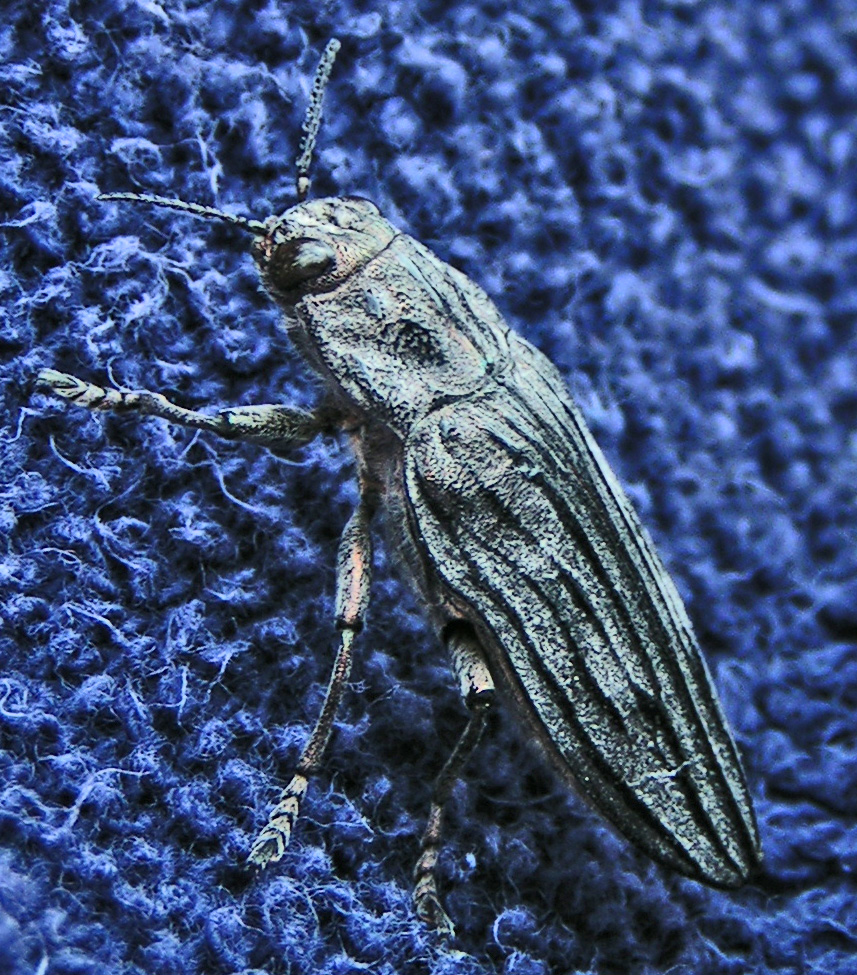
Chalcophora fortis.
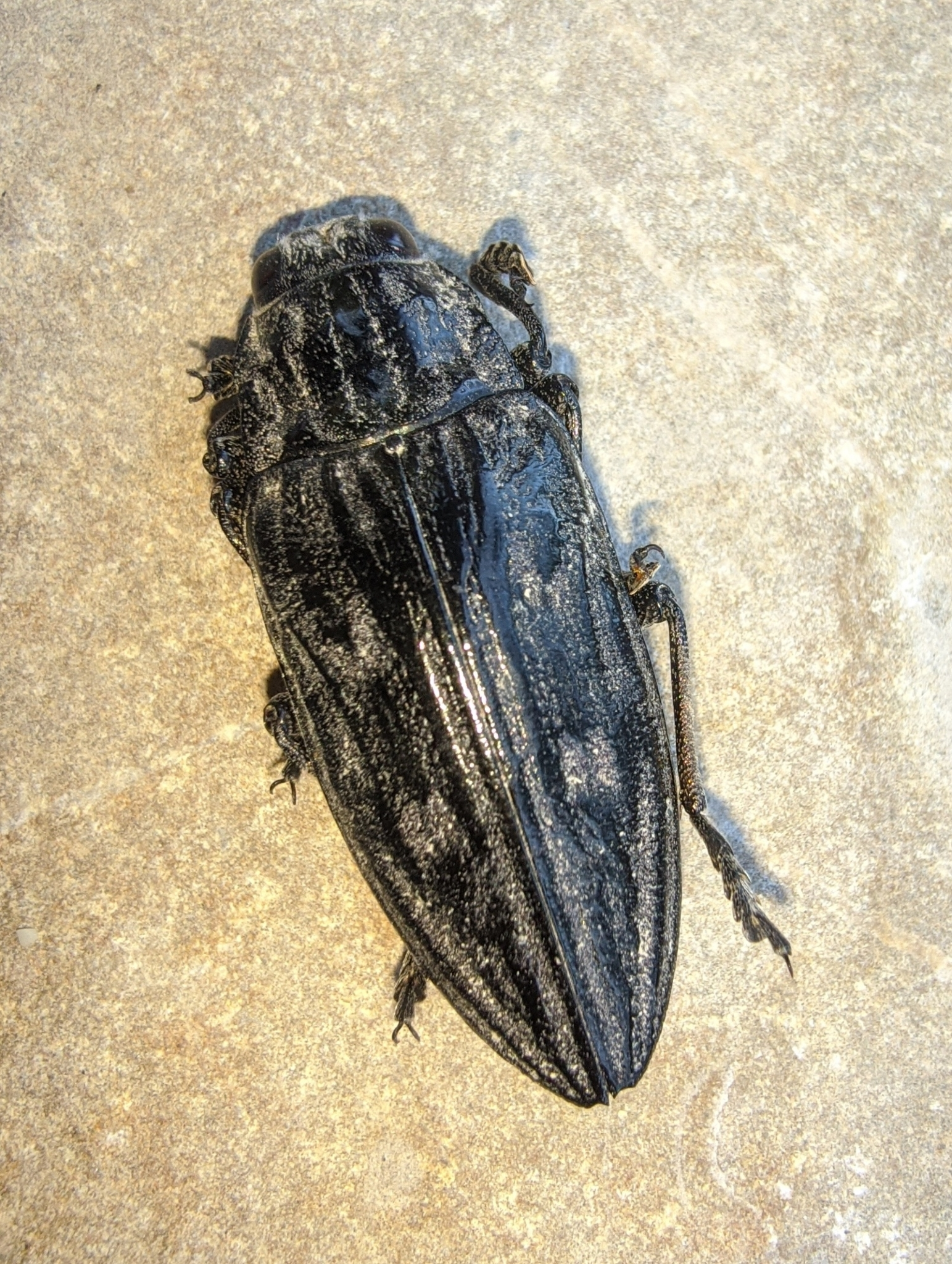
Chalcophora intermedia.
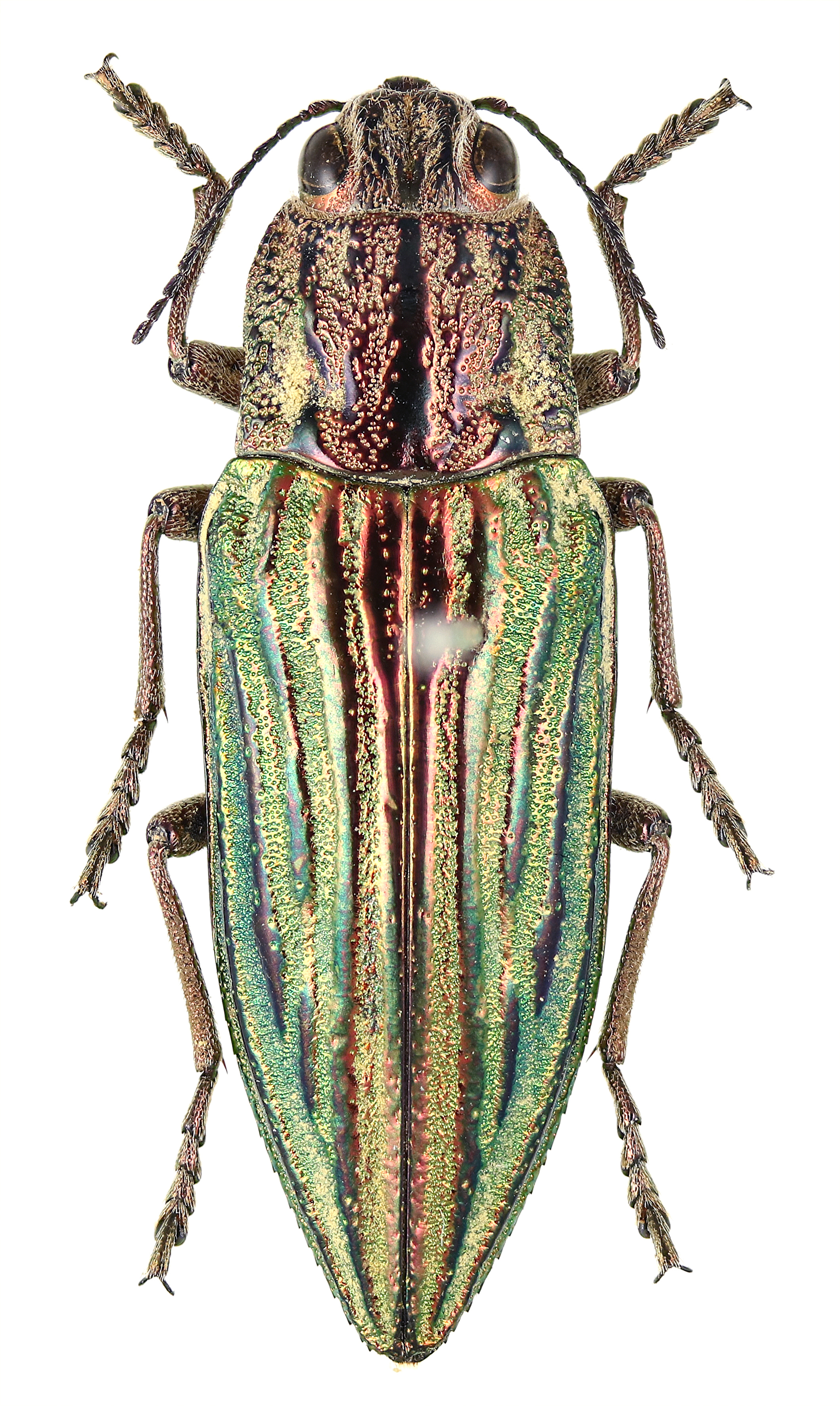
Chalcophora japonica.
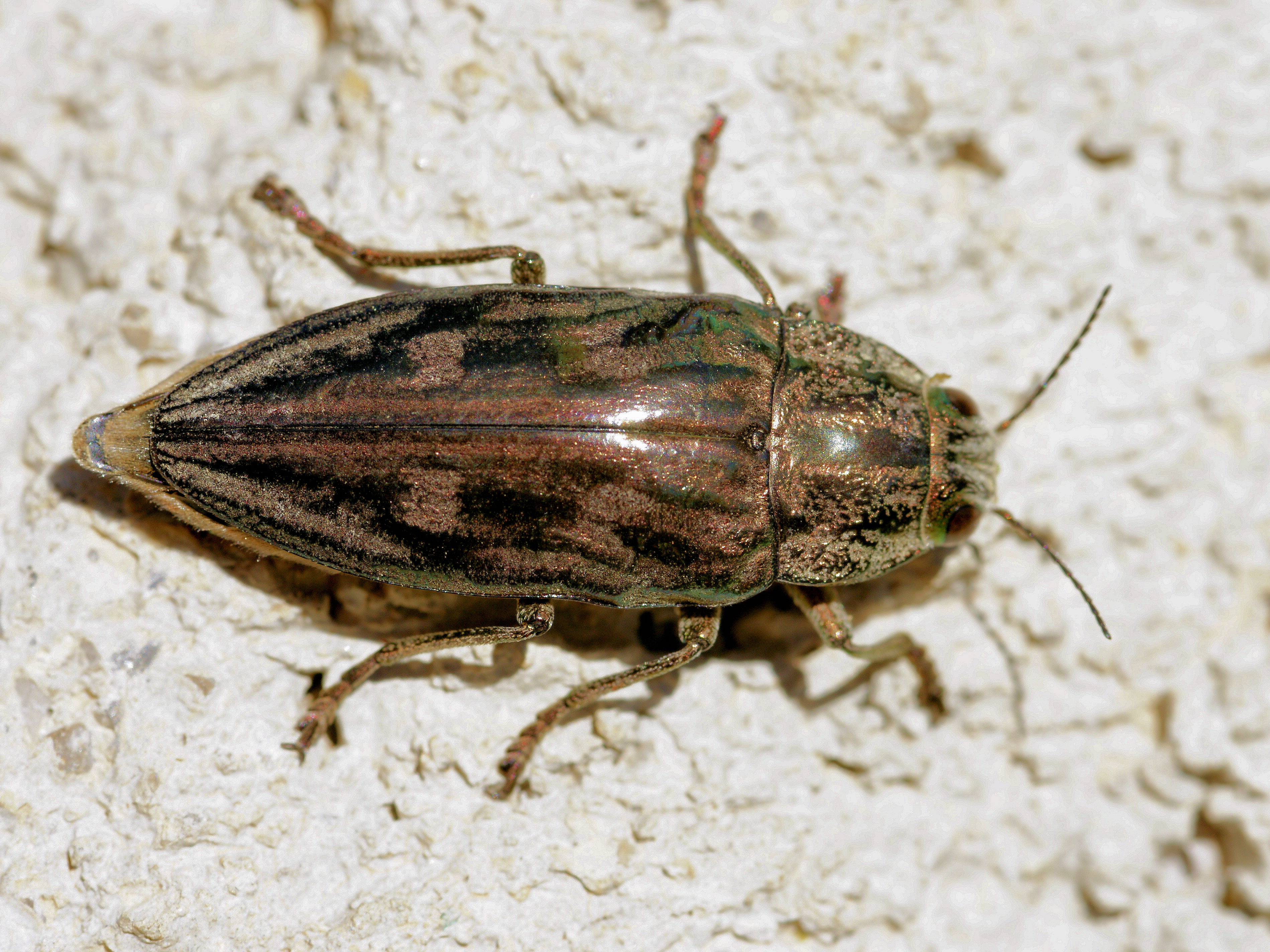
Chalcophora mariana.
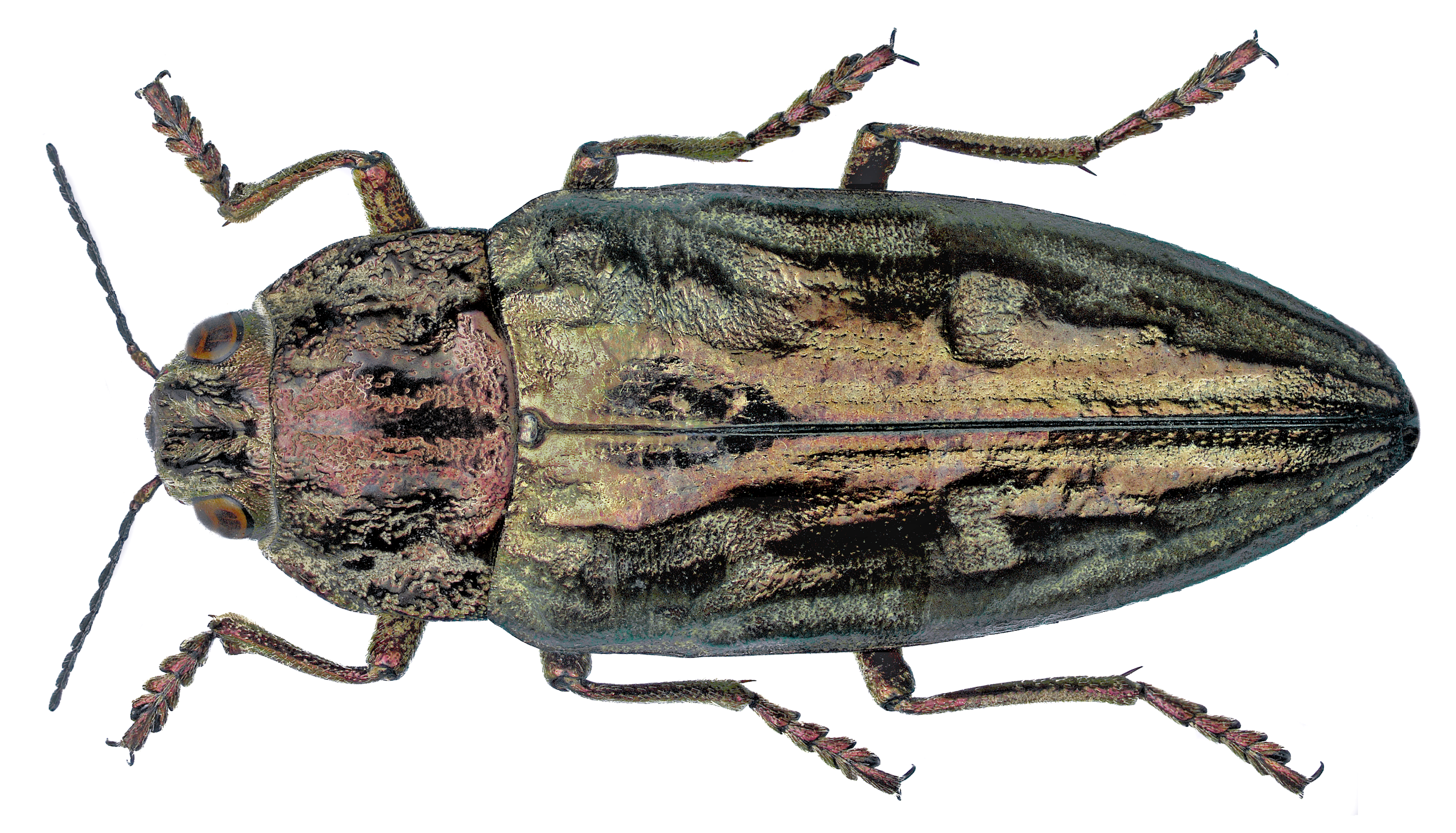
Chalcophora massiliensis.